# Florence Véran
Éliane Meyer, conhecida por Florence Véran (Paris, França, 1922 – 19 de Julho de 2006) foi uma compositora francesa.

## Biografia
Frequentou o conservatório e chegou a inciar uma carreira de concertista clássica.
Após o seu casamento com Marcel Véran, actor e cantor, adopta o nome Florence Véran, e entra em contacto com numerosas personagens do mundo da canção francesa, nomeadamente, Edith Piaf, Charles Aznavour e Juliette Gréco, para quem compõe numerosas músicas de canções. 
Apesar da vida predominante de compositora, também se apresentou nos palcos da capital francesa cantando algumas canções quer no Olympia quer no Bobino.

## Obra

### Canções mais conhecidas
- Margot cœur gros cantada por Edith Piaf
- Les amants merveilleux cantada por Edith Piaf
- Traquée et Monsieur incognito cantada por Edith Piaf
- Je hais les dimanches criada com Charles Aznavour e cantada por Edith Piaf, mas celebrizada por Juliette Gréco em 1952
- Le noyé assassiné cantada por Charles Aznavour em 1954
- L’amour est un péché cantada por Juliette Gréco em 1958
- Le roi misère cantada por Juliette Gréco em 1968

### Discografia
- 1955 Florence Véran présente ses chansons, (LP, Pathé)

Les jambes roses - On m'a volé tout ça - Je hais les dimanches - Quand Sylvie chantait - Paris la nuit - Tu voulais - Panama - Pour rien au monde - On m'a donné une âme - Gigi.
- 1957 (Single, Versailles)

C’est pas croyable - La sorcière de mai.
- 1957 (Single, Versailles)

Le forgeron de Calvi - C’est ça la musique.
- 1957 (Single, Versailles)

La canzonetta - Tu vois, tu sais.
- 1957 (Single, Versailles)

Le forgeron de Calvi - C’est pas croyable - C’est ça la musique - La sorcière de mai.
- 1957 Florence Véran chante ses chansons, (Single, Versailles)

La canzonetta - Tu vois, tu sais - Dis-moi tambour - Où donc est passé Paul ?.
- 1958 (Single, Pathé)

Amour, enfants et mandoline - Pour toi l’amour - Si tu m’as perdu - Il ne verra plus les Antilles.
- 1959 (Single, Pathé)

Mon ami Pierrot - Ça te va bien - Si l’amour est un péché - N’y allez pas par quatre chemins.
- 1959 (Single, Pathé)

Au voleur - Paris, Paris pour moi - Oh! Quelle nuit - Les innocents.
- 1961 (Single, Pathé)

Pourquoi ? Parce que - Ah! La belle amour - Un impossible amour - Mon ami le Brésilien.